# Sergi Sabrià i Benito
Sergi Sabrià i Benito (Palafrugell, 2 de juliol de 1975) és un polític català, alcalde de Palafrugell entre 2009 i 2011 i diputat al Parlament de Catalunya per Esquerra Republicana de Catalunya (ERC) entre 2012 i 2021. Entre gener i juliol de 2024 fou viceconseller d'Estratègia i Comunicació del Govern de la Generalitat.

## Biografia
Llicenciat en ciències polítiques i de l'administració per la Universitat Pompeu Fabra, va ser tècnic responsable del programa «Catalunya Hoy» de la direcció general de Difusió de la Generalitat de Catalunya entre 2001 i 2003 i més tard, cap de relacions institucionals al Departament d'Educació (2003 – 2006) i responsable de l'oficina del delegat del Govern a Girona (2007 – 2008). També va ser director de l'Institut Català del Suro (2008 – 2009) i secretari general de l'Associació d'Empreses Sureres de Catalunya (2008 – 2012).
En el món polític local, va ser cap de llista d'ERC a Palafrugell, com a independent, a les eleccions municipals de 2007 en què el partit va passar d'un a quatre regidors, resultat que va consolidar a les eleccions de 2011. D'aquesta manera, el juny de 2007 es va incorporar a l'Ajuntament de Palafrugell com a primer tinent d'alcalde i regidor de règim interior i de l'Institut de Promoció Econòmica. Secretari de política municipal i portaveu del grup municipal d'ERC a Palafrugell, va accedir a l'alcaldia el 2 de desembre de 2009, substituint Lluís Medir en compliment del pacte de govern, fins al 2011.
És militant d'ERC des del juny de 2007. En les eleccions catalanes de 2012 va ser elegit diputat al Parlament de Catalunya, i en aquesta institució és membre de les comissions d'Afers Institucionals, d'Empresa i Ocupació i de Control de l'Actuació de la Corporació Catalana de Mitjans Audiovisuals. El 2011 va ser elegit president del Consell Nacional d'ERC i el 2015, portaveu nacional del partit. A les eleccions al Parlament de Catalunya de 2015 va ser de nou elegit diputat amb la candidatura independentista Junts pel Sí. A causa de les noves obligacions, el desembre de 2015 va deixar l'acta de regidor de l'Ajuntament de Palafrugell i va ser substituït per Albert Tané.
A les eleccions al Parlament de Catalunya de 2017 fou elegit com a diputat amb la llista d'Esquerra Republicana de Catalunya-Catalunya Sí. Va ser portaveu del Grup Parlamentari Republicà entre el gener i el maig de 2018, quan va ser reemplaçat per Anna Caula. Sabrià, que havia delegat les funcions de portaveu en Marta Vilalta feia un mes, va ser nomenat president del grup parlamentari d'Esquerra en substitució de Marta Rovira, que al març havia deixat l'acta de diputada i s'havia exiliat a Suïssa.
Després de les eleccions al Parlament de 2021, on concorria com a número dos del partit per Girona, va ser novament elegit diputat. Així i tot, va renunciar al càrrec tres mesos després en ser nomenat director de l'Oficina del President de la Generalitat a partir de la presidència de Pere Aragonès.
El gener de 2024 Pere Aragonès el va nomenar viceconseller d'Estratègia i Comunicació del Govern de la Generalitat amb l'objectiu de "reforçar el tram d'aquest any de Govern", segons paraules del president.
El maig del 2024, després dels mals resultats a les eleccions al Parlament de Catalunya i destapar-se l'existència d'una estructura interna al partit dedicada a fer atacs de falsa bandera finançada amb factures falses a través de l'empresa de comunicació Relevance, i que va enviar uns en octubre de 2022 un grup de mariachis a la seu de Junts quan es debatia sortir del govern, poc abans de les eleccions municipals de 2023 hauria fet una enganxada de cartells en els que es mostraven Xavier Trias i Jaume Collboni fent-se un petó, i un altre contra els germans Maragall per la malaltia d'Alzheimer de Pasqual Maragall, van llençar bitllets falsos amb missatges difamatoris contra Laura Borràs durant un judici, a més d'accions a les xarxes socials, anuncià que deixaria la política i s'instal·laria de nou a Palafrugell.